# Aur Mulyo
Aur Mulyo is een bestuurslaag in het regentschap Sawah Lunto van de provincie West-Sumatra, Indonesië. Aur Mulyo telt 1116 inwoners (volkstelling 2010).